# Sverige i världsmästerskapen i landsvägscykling 2016
Sverige i världsmästerskapen i landsvägscykling 2016, genom Svenska Cykelförbundet, deltog i världsmästerskapen i landsvägscykling 2016 i Doha, Qatar.

## Svenska laget

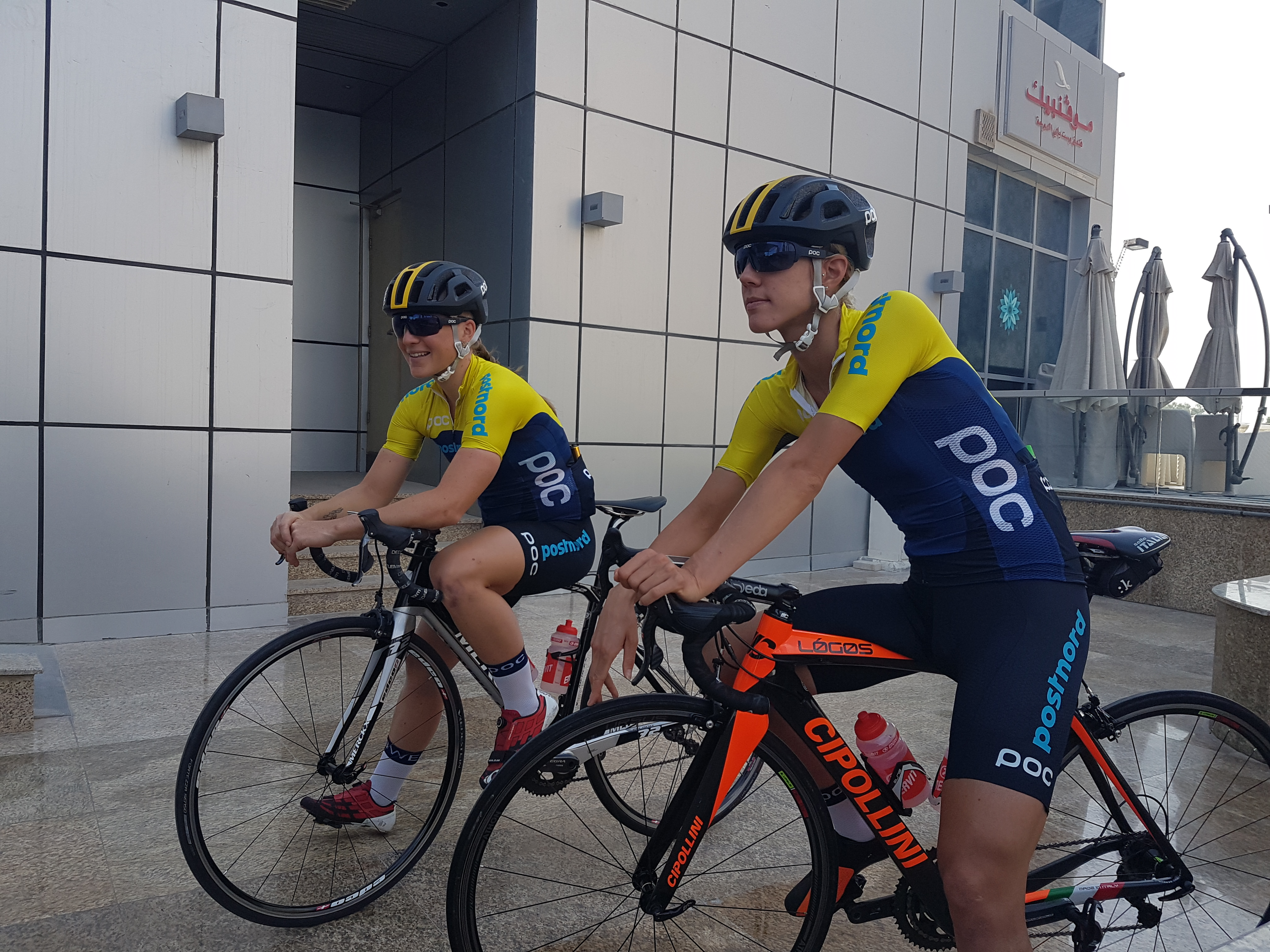
Emilia Fahlin, Sara Penton (Sverige).

| Sverige (12)           |                 |                              |
| Cyklist                | Konkurrens      | Placering                    |
| Damer                  |                 |                              |
| Emilia Fahlin          | Elittävlingar   | 16. Tempolopp, 61. Linjelopp |
| Emma Johansson         | Elittävlingar   | 49. Linjelopp                |
| Clara Lundmark         | Juniortävlingar | 43. Linjelopp                |
| Saara Mustonen         | Elittävlingar   | 17. Linjelopp                |
| Alexandra Nessmar      | Elittävlingar   | DNF Linjelopp                |
| Sara Penton            | Elittävlingar   | 55. Linjelopp                |
| Herrar                 |                 |                              |
| Jonas Ahlstrand        | Elittävlingar   | DNF Linjelopp                |
| Lars Andersson         | Juniortävlingar | 64. Linjelopp                |
| Erik Bergström Frisk   | Juniortävlingar | 83. Linjelopp                |
| Jacob Eriksson         | Juniortävlingar | 12. Linjelopp                |
| Marcus Fåglum Karlsson | U-23-tävlingar  | DNS Linjelopp                |
| Linus Kvist            | Juniortävlingar | 29. Linjelopp                |